# Естер
Естерите са органични съединения, в които един органичен радикал (отбелязван с „R“ по-долу) заменя един или повече водородни атоми в една кислородна киселина. Кислородна киселина е киселина, чиято молекула има хидроксилна функционална група (-OH), от която водородът може да се дисоциира като H+ йон.
Най-често срещаните естери са карбоксилатните естери, където въпросната киселина е карбоксилна киселина. Например, ако киселината е оцетна киселина, естерът се нарича ацетат. Естери могат да се образуват и с неорганични киселини. Например диметилсулфатът е естер и понякога се нарича „диметилов естер на сярната киселина“.
Естерите се назовават по същия начин като солите, въпреки че те на практика нямат катиони и аниони, терминологията следва същата схема: по-електроположителна част, следвана от по-електроотрицателна част.
Един естер може да се смята за резултат от кондензационна реакция на киселина (обикновено органична киселина) и алкохол (или фенолно съединение), въпреки че има и други начини да се образуват естери. Кондензацията е вид химична реакция, в която две молекули се сливат, отделяйки малка молекула, в този случай две -OH групи се свързват, отделяйки молекула вода. Кондензационна реакция за образуване на естер се нарича естерификация. Тя може да се катализира от H+ йони. Сярната киселина често се използва като катализатор за тази реакция. Името „естер“ идва от немското Essig-Äther, старо име на етиловия естер на оцетната киселина (етилацетат), буквално „оцетен етер“.
Естерите на органичните киселини са в повечето случаи неполярни съединения и не се разтварят във вода. Тези с ниска молна маса са сравнително летливи и имат специфичен плодов аромат (банан, ягода и др.). Много от тях влизат в състава на етеричните масла. Мазнините (олио и животинска мас) са естери на глицерина с висши органични (мастни) киселини. Биодизела представлява смес от естери (мазнини) в които глицерина е заместен с напр. метанол или етанол. Други известни представители на тази група химични съединения са нитроглицерина (глицеринтринитрат), ацетилсалициловата киселина (аспирин: може да се представи като естер на оцетната киселина) и хероина. Полиестерите (например полиетилентерефталат, ПЕТ) са типични пластмаси.